# Erich Müser
Erich Müser (* 8. November 1882 in Castrop; † 20. April 1944 in Göppingen) war ein deutscher Landrat im Kreis Kreuznach (1920–1933) sowie Provinziallandtagsmitglied.

## Leben
Erich Müser war Sohn des Gerichtsassessors und späteren Geheimen Regierungsrats Hugo Müser und seiner Ehefrau Alma geb. Waechter. Müser, der evangelischer Konfession war, heiratete am 2.
August 1916 in Berlin Erna Hilger, Tochter des Geheimen Bergrats a. D. und Generaldirektors Ewald Hilger zu Siemianowitz und seiner Ehefrau Eugenie geb. Huffmann.
Er studierte ab 1902 in Heidelberg Rechtswissenschaft. In dieser Zeit wurde er Mitglied des dortigen Corps Guestphalia. Nach dem Studium arbeitete er ab 1905 als Gerichtsreferendar, ab 1907 als Regierungsreferendar und ab 1910 als Regierungsassessor und Hilfsarbeiter im Landratsamt des Kreises Lyck in Ostpreußen; diesem folgte 1912 die Tätigkeit in Hindenburg O.S.
Ab 1914 übernahm Müser die Leitung des volkswirtschaftlichen Referats beim Generalkommando des VIII. Armeekorps in Koblenz. Dem folgte 1917 die Bestellung zum Regierungsrat, ab 1918 bei der Regierung in Koblenz.
Ab 1919 war er Landrat im Kreis Biedenkopf und von 1920 bis 1933 in Kreuznach. Von 1920 bis 1922 war Müser Mitglied des Provinziallandtags der Rheinprovinz. 1923 erfolgte die Ausweisung aus dem besetzten Rheinland, in das er 1924 zurückkehren konnte. 1933 wurde Müser in den einstweiligen Ruhestand und im Folgejahr dann in den Ruhestand versetzt.
Im Jahr 1935 folgte die Reaktivierung, zwischen 1935 und 1938 war er Oberregierungsrat in Hannover, dann in Potsdam. 1943 war er Kreisverwaltungsrat im besetzten Frankreich. Er verstarb 1944 im Dienst in Göppingen.
Müser wurde auf dem Friedhof Naundorf-Zitzschewig in der sächsischen Stadt Radebeul beerdigt.

## Quelle
- Müser, Erich. In: Kritische Online-Edition der Nuntiaturberichte Eugenio Pacellis (1917–1929), abgerufen am 22. November 2013.

## Weblink
- Müser, Erich. Hessische Biografie. (Stand: 24. Juli 2019). In: Landesgeschichtliches Informationssystem Hessen (LAGIS).